# 江阴长江大桥
江阴长江大桥位于江苏泰州市南部的靖江市与江苏无锡市北部的江阴市之间，是沟通同三和京沪两大国道主干线的过江“咽喉”工程。
江阴长江大桥全长3071米，宽36.9米，桥下通航净高50m，主跨为1385m，是当时中国第一、世界第四的悬索桥。该桥桥面布置为高速公路标准的双向6车道，设中央分隔带和紧急停车带，在主桥跨江部分的两侧各设1.5m宽的人行道。桥塔高193m，为门式钢筋混凝土结构。南塔位于南岸边岩石地基上。北塔位于北岸外侧的浅水区，采用筑岛施工的桩基础。南锚台为重力式嵌岩锚碇结构。北边孔由多跨预应力连续刚构组成。南北引桥为预应力混凝土梁桥，分别长132m和1365m。 
江阴长江大桥1994年11月开工建设，工程总投资35亿元人民币，1999年9月28日竣工通车，2002年获国际桥梁大会颁发的尤金·菲戈奖。